# Jack McGee (attore)
Jack McGee, nome vero di John J. McGee (New York, 2 febbraio 1949), è un attore statunitense.
Ultimo di otto fratelli, è sposato con la moglie Stephanie dal 1996.

## Filmografia parziale

### Attore

#### Cinema
- S.O.S. fantasmi (Scrooged), regia di Richard Donner (1988)
- Arma letale 2 (Lethal Weapon 2), regia di Richard Donner (1989)
- Nato il quattro luglio (Born on the Fourth of July), regia di Oliver Stone (1989)
- I ragazzi degli anni '50 (Book of Love), regia di Robert Shaye (1990)
- Fuoco assassino (Backdraft), regia di Ron Howard (1991)
- Basic Instinct, regia di Paul Verhoeven (1992)
- Arma letale 3 (Lethal Weapon 3), regia di Richard Donner (1992)
- Miracolo nella 34ª strada (Miracle on 34th Street), regia di Les Mayfield (1994)
- La prova (The Quest), regia di Jean-Claude Van Damme (1996)
- Breakdown - La trappola (Breakdown), regia di Jonathan Mostow (1997)
- Tre canaglie e un galeotto (Treehouse Hostage),  regia di Sean McNamara (1999)
- Le ragazze del Coyote Ugly (Coyote Ugly), regia di David McNally (2000)
- Thirteen Days, regia di Roger Donaldson (2000)
- L'uomo che non c'era (The Man Who Wasn't There), regia di Joel Coen (2001)
- Bread and Roses, regia di Ken Loach (2000)
- Crash - Contatto fisico (Crash), regia di Paul Haggis (2004)
- Domino, regia di Tony Scott (2005)
- 21, regia di Robert Luketic (2008)
- The Alphabet Killer, regia di Rob Schmidt (2008)
- The International, regia di Tom Tykwer (2009)
- The Fighter, regia di David O. Russell (2010)
- L'arte di vincere (Moneyball), regia di Bennett Miller (2011)
- Drive Angry, regia di Patrick Lussier (2011)
- Gangster Squad, regia di Ruben Fleischer (2013)
- 2 gran figli di... (Father Figures), regia di Lawrence Sher (2017)

#### Televisione
- E.R. - Medici in prima linea (ER) – serie TV, 1 episodio (1998)
- CSI - Scena del crimine (CSI: Crime Scene Investigation) – serie TV, episodio 3x05 (2002)
- Malcolm (Malcolm in the Middle) – serie TV, 2 episodi (2003-2004)
- Streghe (Charmed) – serie TV, 1 episodio (2003)
- Rescue Me – serie TV, 39 episodi (2004)
- NCIS - Unità anticrimine (NCIS) – serie TV, episodi 2x14-19x17 (2005-2022)
- Senza traccia (Without a Trace) – serie TV, 1 episodio (2006)
- Cold Case - Delitti irrisolti (Cold Case) – serie TV, episodio 4x03 (2006)
- Law & Order - Unità vittime speciali (Law & Order: Special Victims Unit) – serie TV, episodio 8x22 (2007)
- Brotherhood - Legami di sangue (Brotherhood) – serie TV, 3 episodi (2008)
- Detective Monk (Monk) – serie TV, episodio 8x14 (2009)

### Doppiatore
- Boog & Elliot a caccia di amici (Open Season), regia di Roger Allers e Jill Culton (2006)

## Doppiatori italiani
Nelle versioni in italiano delle opere in cui ha recitato, Jack McGee è stato doppiato da:
- Bruno Alessandro in The International, The Fighter, Gangster Squad, NCIS - Unità anticrimine (ep. 19x17)
- Claudio Fattoretto in S.O.S. fantasmi, 21
- Renato Cecchetto in L'uomo che non c'era, Blue Bloods
- Wladimiro Grana in Carnivàle, Malcolm (ep. 5x15)
- Paolo Buglioni in Common Law, 9-1-1
- Giorgio Lopez in Domino, Capodanno a New York
- Paolo Lombardi in La prova, Detective Monk
- Gabriele Martini in CSI: NY, Castle
- Gerolamo Alchieri in Criminal Minds, Will & Grace
- Maurizio Mattioli in Arma letale 2
- Sergio Di Giulio in Basic Instinct
- Roberto Stocchi in Arma letale 3
- Eugenio Marinelli in Miracolo nella 34ª strada
- Giorgio Favretto in Breakdown - La trappola
- Vittorio Amandola in X-Files
- Enzo Avolio in Bread and Roses
- Angelo Nicotra in Crash - Contatto fisico
- Oliviero Dinelli in CSI - Scena del crimine (ep. 8x12)
- Roberto Draghetti in Malcolm (ep. 4x07)
- Giuliano Santi in NCIS - Unità anticrimine (ep. 2x14)
- Paolo Marchese in Rescue Me
- Sandro Iovino in CSI: Miami
- Ugo Maria Morosi in Hawaii Five-0
- Pino Ammendola in Veronica Mars
- Vladimiro Conti in The Alphabet Killer
- Francesco Mei in Brotherhood - Legami di sangue
- Enrico Di Troia in Professione inventore
- Antonio Palumbo in L'arte di vincere
- Renzo Stacchi in Drive Angry
- Marco Mete in The McCarthys
- Ambrogio Colombo in 2 gran figli di...